# Amy Johnson
|  | No s'ha de confondre amb Amy Jo Johnson. |

Amy Johnson, OIB (1 de juliol de 1903 - 5 de gener de 1941), va ser una pilot anglesa, pionera de l'aviació i la primera dona a volar sola de Croydon, Gran Bretanya, a Port Darwin, Austràlia. Volant en solitari o en companyia del seu marit, Jim Mollison, va establir nombrosos rècords de llarga distància durant la dècada de 1930, demostrant la seva habilitat en vols a Moscou, Tòquio, Ciutat del Cap o els Estats Units.

## Biografia
Amy, filla de Will Johnson, un comerciant de peix, i Amy Hodge, coneguda com a Ciss, va néixer a l'antiga ciutat portuària de Kingston Upon Hull, Yorkshire, l'1 de juliol de 1903. Va tenir tres germanes, Irene, que va néixer el gener de 1905, Molly que va néixer l'any 1912 i Betty, el maig de 1919. Va estudiar a la Boulevard Secondary School de Hull, i el 1922 va entrar a la Universitat de Sheffield.
A la seva adolescència anava regularment a la fàbrica d'aeronaus Blackburn a la propera Brough per veure com es fabricaven els avions, però la seva primera experiència aeronàutica, la va tenir el 1920 com a passatgera d'un vol recreatiu a bord d'un Avro 504, i li va semblar decebedora i cara. El 1925 va començar a treballar com a mecanògrafa a Londres i es va donar d'alta al London Aeroplane Club d'Stag Lane, Middlessex, i el 15 de setembre de 1928 va començar a rebre classes de vol. El 9 de juny de 1929, va fer el seu primer vol en solitari i el 28 de juny ja va obtenir el seu títol de pilot.
Decidida a dedicar-se de ple a l'aviació, es va adonar que, per no ser marginada en un món bàsicament masculí com era el de l'aviació, havia d'especialitzar-se tant com li fos possible. Per aconseguir-ho, treballava cada matí de 6 a 8:30, abans d'anar a la seva oficina de Londres, com a mecànica a la seu de l'aeroclub, per tal d'aconseguir la llicència de mecànica d'aviació, fita que va aconseguir el desembre de 1929 i esdevingué la primera dona a Anglaterra a assolir-ho.
El fet, però, que va fer que destaqués per sobre dels seus companys masculins va ser el vol en solitari que va realitzar des d'Anglaterra fins a Austràlia.

## La gran travessa
Inicialment gairebé ningú la va prendre seriosament; dona i amb molt poca experiència de vol, tan sols comptava amb unes 85 hores, Johnson va haver de lluitar molt per aconseguir finançament. Finalment, però, gràcies a la seva determinació va aconseguir la col·laboració de sir Sefton Branker, en aquell moment director d'aviació civil, i lord Charles Wakefield, magnat del petroli, que va posar la benzina, l'oli i part dels diners necessaris per comprar un avió de segona mà. Les 350 lliures que li faltaven, les va aconseguir del seu pare. Aquest avió seria un biplà lleuger, un DH 60 Gipsy Moth amb un motor modificat que incrementava la capacitat de combustible, augmentant així el seu radi d'acció de 515 km fins a 1.069 km i que, actualment, es troba al Science Museum de South Kensington. 

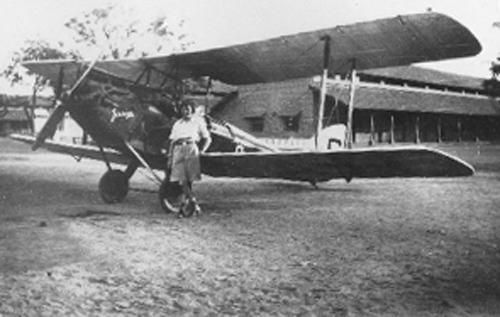
Fotografia d'Amy Johnson amb el seu avió Jason, a Jhansi, Índia

Finalment, el matí del 5 de maig de 1930, Amy va sortir de Croydon amb rumb al sud pilotant el Jason, nom que li va posar a l'avió en honor de l'empresa pesquera del seu pare, amb la Cabina de pilotatgecabina carregada amb l'equip necessari per a la travessa (primers auxilis, roba, recanvis i eines) i una hèlix de recanvi enganxada al fuselatge. Deu hores i 1.300 km més tard, Amy feia la primera parada del viatge a l'aeroport d'Asperne, a Viena, on va passar la nit.
L'endemà va continuar cap a Constantinoble per Belgrad i Sofia, i al tercer dia va haver de sobrevolar les muntanyes del Taure per arribar a Alep. A la següent etapa a Bagdad es va trobar amb una tempesta de sorra que la va obligar a fer un aterratge d'emergència al desert. Quan la tempesta va amainar, Amy va poder continuar el viatge, i va arribar l'endemà a Bandar Abbas, on va tenir un problema amb el seu tren d'aterratge.
Al sisè dia, va arribar a Karachi: millorà en dos dies el rècord Londres-Karachi que havia establert Bert Hinkler, el 1928 i, tot i que va intentar arribar a Allahabad sense escales, es va quedar sense combustible i hagué d'aterrar a Jhansi per fer-hi nit i prosseguir fins a Calcuta l'endemà. A partir d'aquest moment va patir el monsó amb tota la seva força en les diferents escales que va anar fent.
El novè dia va sortir cap a Rangoon, però a causa del mal temps va haver d'aterrar en un camp de futbol: s'avarià lleugerament l'avioneta i se'n trencà l'hèlix. Per sort, a la rodalia hi havia un institut tècnic i el 14 de maig el Jason va quedar reparat i amb l'hèlix de recanvi instal·lada. D'aquesta manera va continuar el viatge fins que, després de 19 dies i mig, el 24 de maig de 1930 va arribar a Port Darwin, Austràlia, des d'on faria una gira triomfal per diferents ciutats d'aquest país. El 2 de juny el rei Jordi V d'Anglaterra li concedia l'Orde de Comandanta de l'Imperi britànic.

## La fama

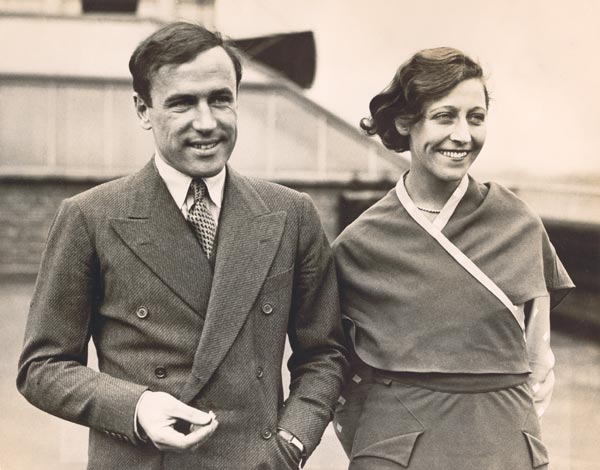
El 29 de juliol de 1932, Amy Johnson iJim Mollison es van casar

El reconeixement li va arribar després d'assolir aquesta fita i el Daily Mail li va oferir un contracte pel qual li pagava 10.000 lliures a canvi del Jason, uns quants articles escrits per Amy i unes aparicions en públic. El 4 d'agost va tornar cap a Anglaterra a bord de l'Argosy, on va ser rebuda per multituds i també va ser reconeguda amb el trofeu Harmon a la seva trajectòria aeronàutica. Després d'això, Johnson va encadenar una sèrie de raids amb el nou avió que li havien regalat a Austràlia i que va batejar com a Jason II, un De Havilland Puss Moth. El 1931 va fer la travessa Londres–Tòquio amb el seu antic professor de mecànica, Jack Humphreys, en tan sols 10 dies, 80 hores de vol efectiu, que va millorar a la tornada a Anglaterra, volant en només 78 hores, cosa que li va suposar el rècord de velocitat d'avions lleugers en aquella ruta (11.000 km).
El 29 de juliol de 1932 es va casar amb el pilot escocès Jim Mollison, que acabava d'establir un rècord volant d'Anglaterra a Ciutat del Cap en tan sols quatre dies i disset hores. El mes de novembre d'aquell mateix any Amy va volar en solitari des de Lympne, Londres, fins a El Cap, a bord del Puss Moth Desert Cloud, millorant el rècord de temps del seu marit en 10 hores i va tornar a superar-lo, aquesta vegada a bord d'un Percival Gull, el maig de 1936, volant en tan sols 3 dies, 6 hores i 26 minuts.

## La volta al món

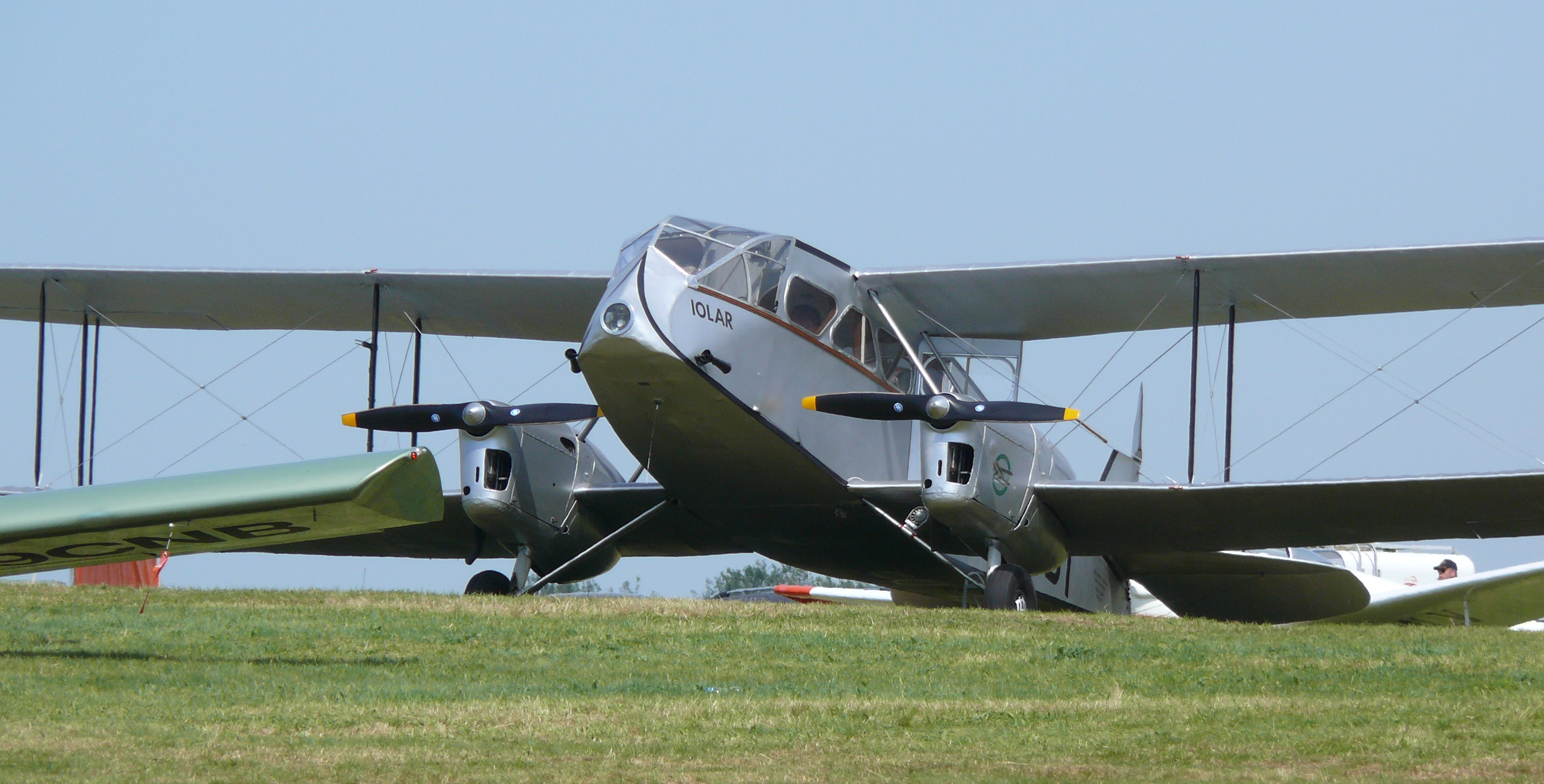
De Havilland DH-84 Dragon

El maig de 1933 el matrimoni Mollison anuncia que iniciaran una volta al món amb un recorregut total d'unes 25.000 milles i que mai havia estat realitzat per ningú volant des d'Anglaterra als Estats Units, d'aquí a Austràlia i tornant al punt inicial. Per realitzar aquesta travessa, van escollir un bimotor DH 84 Dragon amb matrícula G-ACCV, que van batejar com a Seafarer, al qual van col·locar dos dipòsits addicionals que van fer augmentar-ne l'autonomia de vol fins als 10.000 km.
El 8 de juny de 1933, quan l'avió sortia de Croydon amb destinació a Nova York, es va trencar el tren d'aterratge en un incident sense conseqüències i van haver de posposar el viatge. Aquest segon cop van sortir des de Pendine Sands, al sud de Gal·les, el dia 22 de juliol de 1933 i arribaren dos dies més tard a Bridgeport, Connecticut, on van decidir aterrar després d'adonar-se que feien curt de combustible i on van patir un accident no gaire greu però que va deixar el Seafarer fora de joc. Després d'aquest accident, Jim va tornar de seguida a Anglaterra mentre que Amy es va quedar durant un temps als Estats Units, on feu amistat amb Amelia Earhart.
Amb l'ajut econòmic de lord Wakefield van poder transportar les peces importants que s'havien salvat de l'accident, com el motor o els dipòsits, a Anglaterra, i van utilitzar-les per construir un nou aparell, el Seafarer II amb matrícula G-ACJM, que posteriorment vendrien a un altre pilot al Canadà.
El 1934 el matrimoni Mollison va participar conjuntament volant en un DH 88 Comet en una prova aèria Londres-Melbourne de recent creació organitzada pel Royal Aero Club i patrocinada per l'australià sir MacPherson Robertson, que es va dur a terme entre el 20 d'octubre i el 4 de novembre. Tot i que la primera fase del vol va ser triomfal -arribaren a Karachi en tan sols 22 hores a una velocitat mitjana de 324 km/h- un seguit de problemes tècnics posteriors els van obligar a abandonar Allahabad. El matrimoni començava a trontollar, ja que en Jim va començar a beure en excés i a flirtejar obertament, mentre que Amy anava superant el seu marit en el terreny professional. Finalment, el 1938, els Mollison es divorcien.

## La Segona Guerra mundial
Durant la Segona Guerra Mundial va formar part de l'Air Transport Auxiliary i va esdevenir oficial de la RAF. L' ATA era un cos auxiliar per al transport aeri amb la missió principal de portar els avions des de les fàbriques fins al punt on s'anaven a utilitzar. Amy va superar-ne fàcilment les proves i va ser destinada al transport de bimotors fins a les diferents bases aèries britàniques, una feina en principi senzilla per la seva experiència com a pilot.
El 4 de gener de 1941, Amy Johnson havia anat a Prestwick per recollir un Airspeed Oxford que havia de portar fins a Kidlington, Oxfordshire. Després d'un enlairament en molt males condicions per la boira i els núvols, va haver d'aterrar a Squires Gate, a prop de Blackpool, a on va fer nit. L'endemà va tornar a enlairar-se cap a les onze del matí i a partir d'aquest moment se li perd la pista fins que cap a dos quarts de quatre de la tarda, el vaixell de guerra Haslemere veu un paracaigudes mentre un avió sense motors cau a les aigües de l'estuari del Tàmesi. El capità de corbeta W. Fletcher va ordenar posar la proa rumb al paracaigudes, però el vaixell va encallar en un banc de sorra. Des d'allà es va intentar tirar cordes cap on era Amy, que no aconseguia agafar-les. Finalment, el capità es va tirar per intentar salvar l'aviadora, i va poder arribar on era i enfonsar-se amb ella.
S'hi va enviar una barca de salvament, però tan sols es va poder recuperar el cos, sense vida, del capità Fletcher.